# گیزکا سایزر
گیزکا سایزر (انگلیسی: Gaizka Saizar؛ زادهٔ ۲۲ ژوئیهٔ ۱۹۸۰) بازیکن فوتبال اهل اسپانیا است.
از باشگاه‌هایی که در آن بازی کرده‌است می‌توان به باشگاه فوتبال راسینگ سانتاندر، باشگاه فوتبال ژیرونا، باشگاه خیمناستیک تاراگونا، باشگاه فوتبال سابادل، باشگاه فوتبال ایبار، باشگاه فوتبال پومفرادینا، و باشگاه ورزشی تنریف اشاره کرد.